# Leichtathletik-Weltmeisterschaften 2007/100 m der Frauen

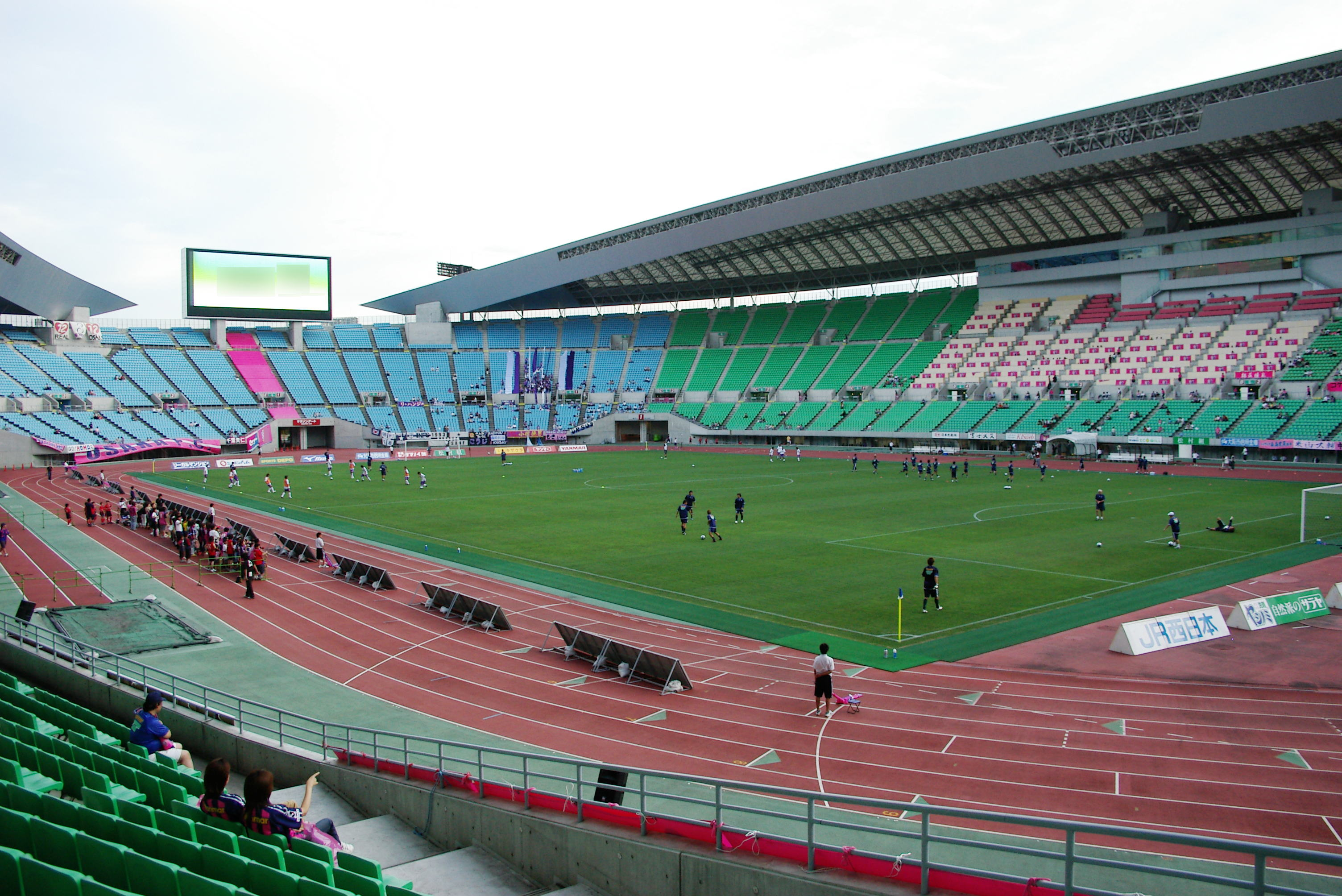
Das Nagai-Stadion in Osaka im Jahr 2004

Der 100-Meter-Lauf der Frauen bei den Leichtathletik-Weltmeisterschaften 2007 wurde am 26. und 27. August 2007 im Nagai-Stadion der japanischen Stadt Osaka ausgetragen.
Die US-amerikanischen Sprinterinnen errangen mit Silber und Bronze in diesem Wettbewerb zwei Medaillen.
Es siegte die jamaikanische Vizeweltmeisterin von 2005 und Olympiadritte von 2004 Veronica Campbell, die 2004 auch Olympiagold über 200 Meter und 4 × 100 Meter gewonnen hatte. Als Mitglied ihrer Sprintstaffel hatte es für sie 2005 außerdem WM-Silber und 2000 Olympiasilber gegeben. Hier in Osaka errang sie über 200 Meter sowie mit der 4-mal-100-Meter-Staffel ihres Landes zwei weitere Silbermedaillen.
Den zweiten Rang belegte die Titelverteidigerin und Olympiazweite von 2004 Lauryn Williams, die 2005 ebenso wie hier in Osaka fünf Tage später WM-Gold als Mitglied der US-amerikanischen Sprintstaffel gewann.
Auf Rang drei kam Carmelita Jeter zu ihrer ersten bedeutenden internationalen Medaille. Auch sie errang wie Lauryn Williams am vorletzten Tag dieser Weltmeisterschaften Gold mit der 4-mal-100-Meter-Staffel der USA.

## Bestehende Rekorde
| Weltrekord               | 10,49 s | Florence Griffith-Joyner | Indianapolis, USA           | 16. Juli 1988   |
| Weltmeisterschaftsrekord | 10,70 s | Marion Jones             | WM 1999 in Sevilla, Spanien | 22. August 1999 |

Der bestehende WM-Rekord wurde bei diesen Weltmeisterschaften nicht eingestellt und nicht verbessert.
Es wurden zwei Landesrekorde aufgestellt:
- 13,16 s – Yvette Bennett (Nördliche Marianen), 2. Vorlauf am 26. August (Wind: −0,8 m/s)
- 12,24 s – Milena Milaševic (Montenegro), 8. Vorlauf am 26. August (Wind: +0,8 m/s)

## Vorrunde
Die Vorrunde wurde in acht Läufen durchgeführt. Die ersten drei Athletinnen pro Lauf – hellblau unterlegt – sowie die darüber hinaus acht zeitschnellsten Läuferinnen – hellgrün unterlegt – qualifizierten sich für das Viertelfinale.

### Vorlauf 1

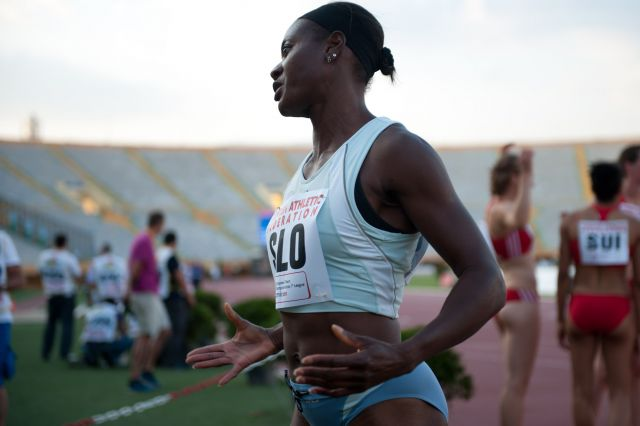
Als Vierte ihres Vorlaufs reichte es für die inzwischen für Slowenien startende Merlene Ottey nicht in die nächste Runde
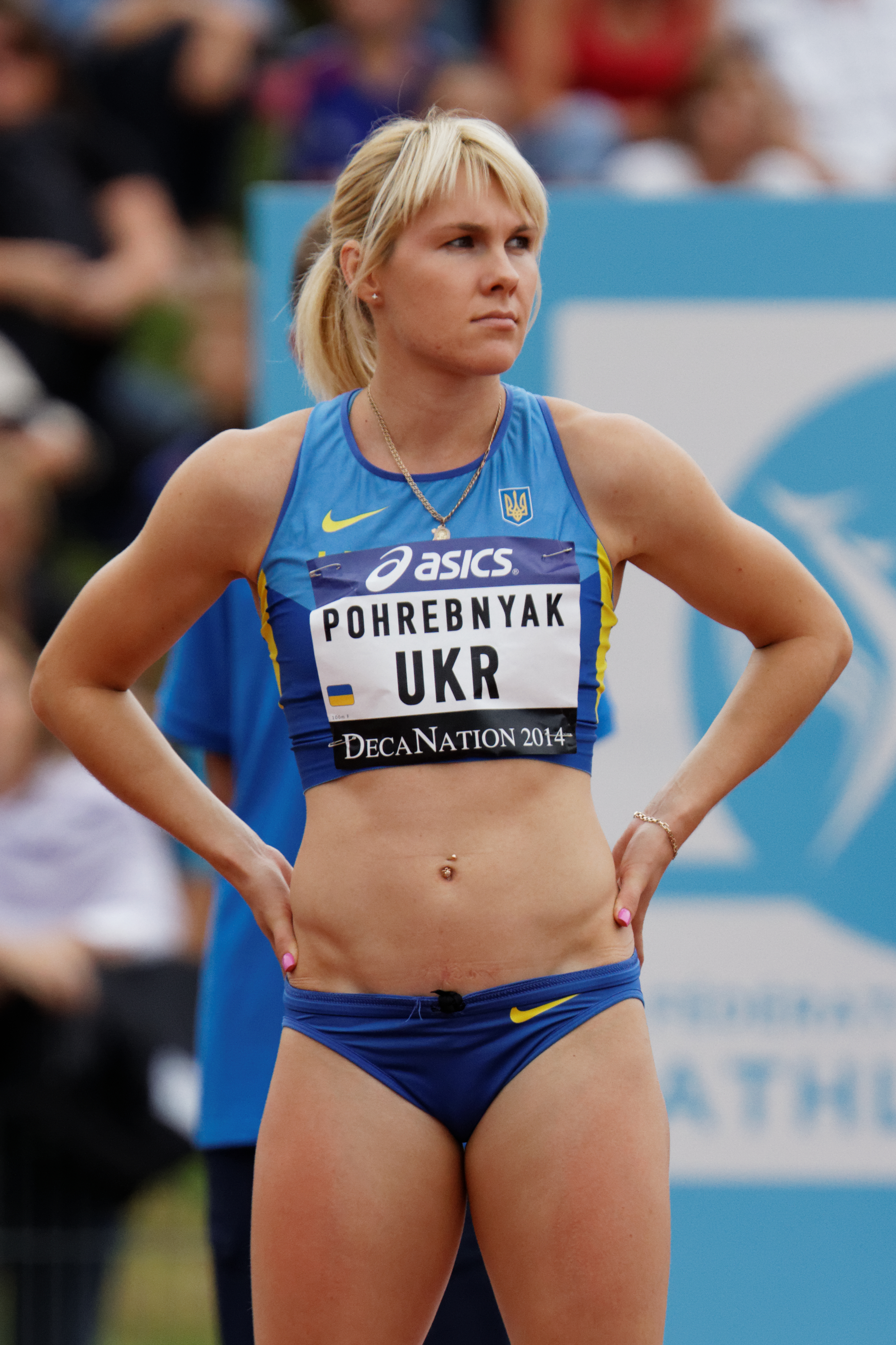
Natalija Pohrebnjak belegte Rang sechs in ihrem Vorlauf und schied damit aus

26. August 2007, 11:40 Uhr
Wind: +1,3 m/s
| Platz | Name                  | Nation    | Zeit (s) |
| ----- | --------------------- | --------- | -------- |
| 1     | Carmelita Jeter       | USA       | 11,07    |
| 2     | Kim Gevaert           | Belgien   | 11,09    |
| 3     | Susanthika Jayasinghe | Sri Lanka | 11,13    |
| 4     | Merlene Ottey         | Slowenien | 11,64    |
| 5     | Inna Eftimowa         | Bulgarien | 11,66    |
| 6     | Natalija Pohrebnjak   | Ukraine   | 11,71    |
| 7     | Fatou Tiyana          | Gambia    | 12,44    |
| 8     | Jenny Keni            | Salomonen | 13,31    |

### Vorlauf 2

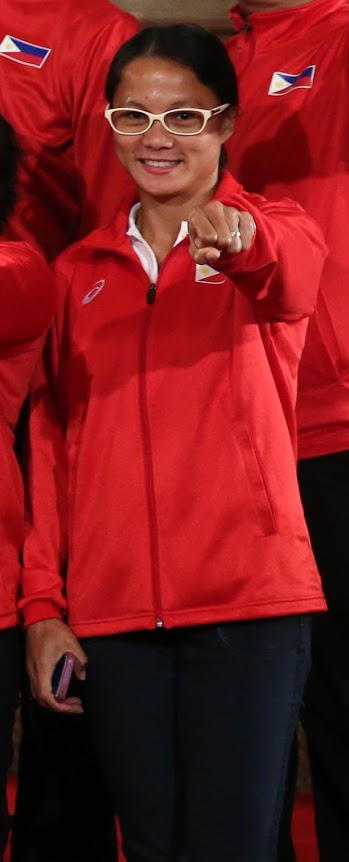
Marestella Sunang schaffte es mit ihrem sechsten Platz im zweiten Vorlauf nicht ins Viertelfinale

26. August 2007, 11:47 Uhr
Wind: −0,8 m/s
| Platz | Name                       | Nation             | Zeit (s) |
| ----- | -------------------------- | ------------------ | -------- |
| 1     | Veronica Campbell          | Jamaika            | 11,33    |
| 2     | Laura Turner               | Großbritannien     | 11,46    |
| 3     | Lucimar Aparecida de Moura | Brasilien          | 11,49    |
| 4     | Mae Koime                  | Papua-Neuguinea    | 11,64    |
| 5     | Anastassija Pilipenko      | Kasachstan         | 12,44    |
| 6     | Marestella Sunang          | Philippinen        | 12,74    |
| 7     | Yvette Bennett             | Nördliche Marianen | 13,16 NR |
| 8     | Shokhida Ziyaeva           | Tadschikistan      | 13,16    |
| 9     | Aleksandra Vojneska        | Mazedonien         | 13,24    |

### Vorlauf 3
26. August 2007, 11:54 Uhr
Wind: +1,7 m/s
| Platz | Name                  | Nation                   | Zeit (s) |
| ----- | --------------------- | ------------------------ | -------- |
| 1     | Sally McLellan        | Australien               | 11,14    |
| 2     | Tesdschan Naimowa     | Bulgarien                | 11,15    |
| 3     | Tahesia Harrigan      | Britische Jungferninseln | 11,26    |
| 4     | Amandine Allou Affoué | Elfenbeinküste           | 11,27    |
| 5     | Verena Sailer         | Deutschland              | 11,33    |
| 6     | Walentina Meredowa    | Turkmenistan             | 12,02    |
| 7     | Charlene Attard       | Malta                    | 12,06    |
| 8     | Selloane Tsoaeli      | Lesotho                  | 13,29    |
| 9     | Sry Hang              | Kambodscha               | 13,55    |

### Vorlauf 4
26. August 2007, 12:01 Uhr
Wind: −0,7 m/s
| Platz | Name               | Nation                             | Zeit (s) |
| ----- | ------------------ | ---------------------------------- | -------- |
| 1     | Christine Arron    | Frankreich                         | 11,27    |
| 2     | Debbie McKenzie    | Bahamas                            | 11,36    |
| 3     | Iwet Lalowa        | Bulgarien                          | 11,47    |
| 4     | Irina Chabarowa    | Russland                           | 11,49    |
| 5     | Constance Mkenku   | Südafrika                          | 11,50    |
| 6     | Momoko Takahashi   | Japan                              | 11,98    |
| 7     | Barbara Rustignoli | San Marino                         | 13,33    |
| 8     | Maria Ikelap       | Föderierte Staaten von Mikronesien | 13,93    |

### Vorlauf 5

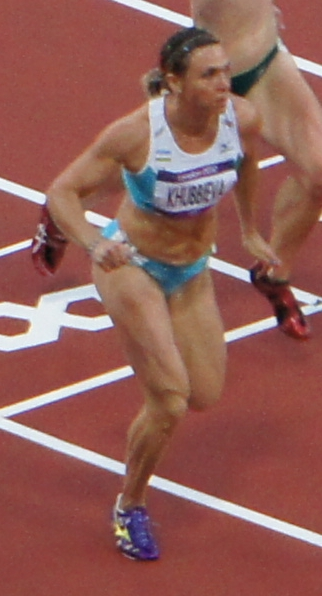
Guzel Khubbieva verfehlte den dritten Platz in ihrem Vorlauf um neun Hundertstelsekunden und schied damit aus
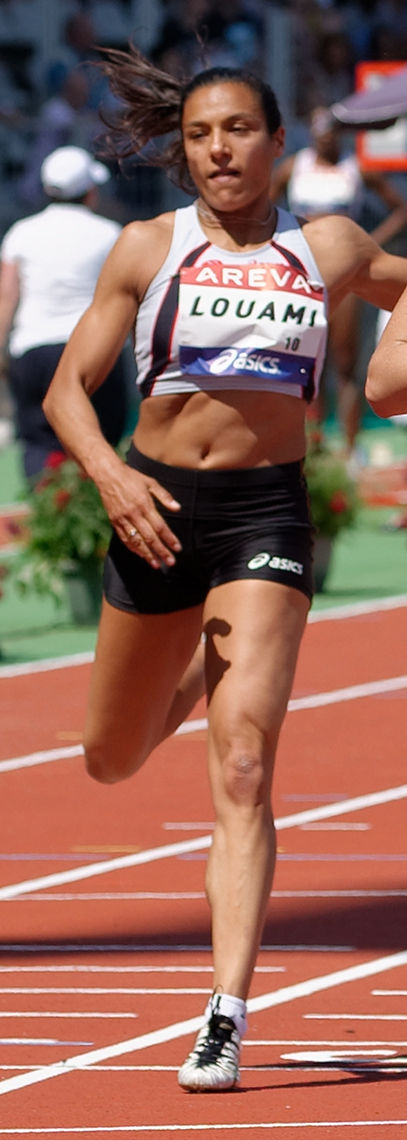
Mit ihrem fünften Rang im fünften Vorlauf gab es für Carima Louami kein Weiterkommen

26. August 2007, 12:08 Uhr
Wind: +0,2 m/s
| Platz | Name                | Nation                | Zeit (s) |
| ----- | ------------------- | --------------------- | -------- |
| 1     | Chandra Sturrup     | Bahamas               | 11,32    |
| 2     | Kerron Stewart      | Jamaika               | 11,35    |
| 3     | Sasha Springer      | Trinidad und Tobago   | 11,50    |
| 4     | Goʻzal Xubbiyeva    | Usbekistan            | 11,59    |
| 5     | Carima Louami       | Frankreich            | 11,59    |
| 6     | Gloria Diogo        | São Tomé und Príncipe | 12,21    |
| 7     | Amanda Choo         | Singapur              | 12,29    |
| 8     | Loi Ieong           | Macau                 | 12,76    |
| 9     | Fathia Ali Bouraleh | Dschibuti             | 14,14    |

### Vorlauf 6
26. August 2007, 12:15 Uhr
Wind: +0,3 m/s
| Platz | Name                  | Nation         | Zeit (s) |
| ----- | --------------------- | -------------- | -------- |
| 1     | Mechelle Lewis        | USA            | 11,16    |
| 2     | Sheri-Ann Brooks      | Jamaika        | 11,29    |
| 3     | Montell Douglas       | Großbritannien | 11,39    |
| 4     | Daria Korczyńska      | Polen          | 11,41    |
| 5     | Jekaterina Grigorjewa | Russland       | 11,44    |
| 6     | Wan Kin Yee           | Hongkong       | 12,12    |
| 7     | Elis Lapenmal         | Vanuatu        | 13,10    |
| 8     | Lilly Pine            | Kiribati       | 13,86    |
| 9     | Waseelah Fadhl Saad   | Jemen          | 14,31    |

### Vorlauf 7

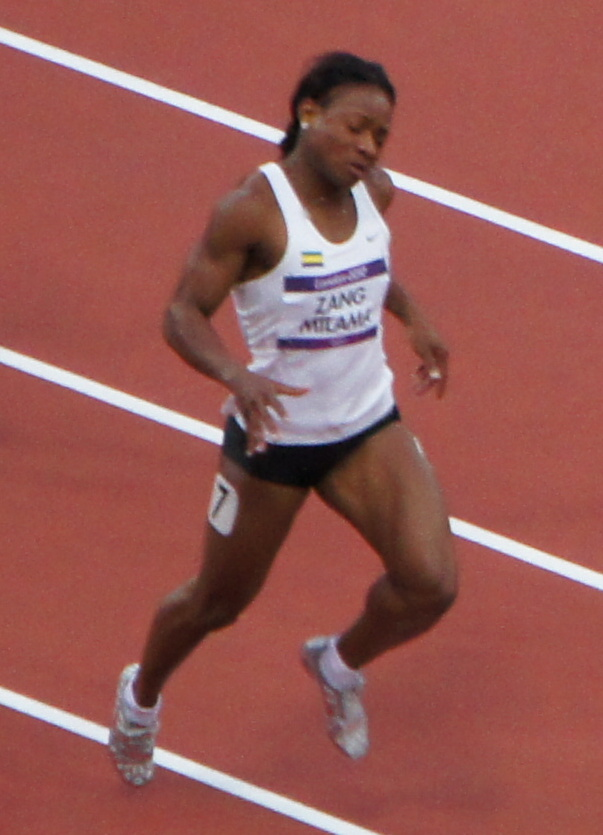
Ruddy Zang Milama verfehlte in ihrem Vorlauf den zum Weiterkommen berechtigenden Platz drei um eine Hundertstelsekunde

26. August 2007, 12:22 Uhr
Wind: −0,9 m/s
| Platz | Name                | Nation      | Zeit (s) |
| ----- | ------------------- | ----------- | -------- |
| 1     | Jewgenija Poljakowa | Russland    | 11,30    |
| 2     | Lauryn Williams     | USA         | 11,41    |
| 3     | Johanna Manninen    | Finnland    | 11,52    |
| 4     | Ruddy Zang Milama   | Gabun       | 11,53    |
| 5     | Myriam Léonie Mani  | Kamerun     | 11,55    |
| 6     | Tamicka Clarke      | Bahamas     | 11,59    |
| 7     | Florence Dembert    | Tschad      | 13,01    |
| 8     | Fatima Mohammadi    | Afghanistan | 16,17    |

### Vorlauf 8

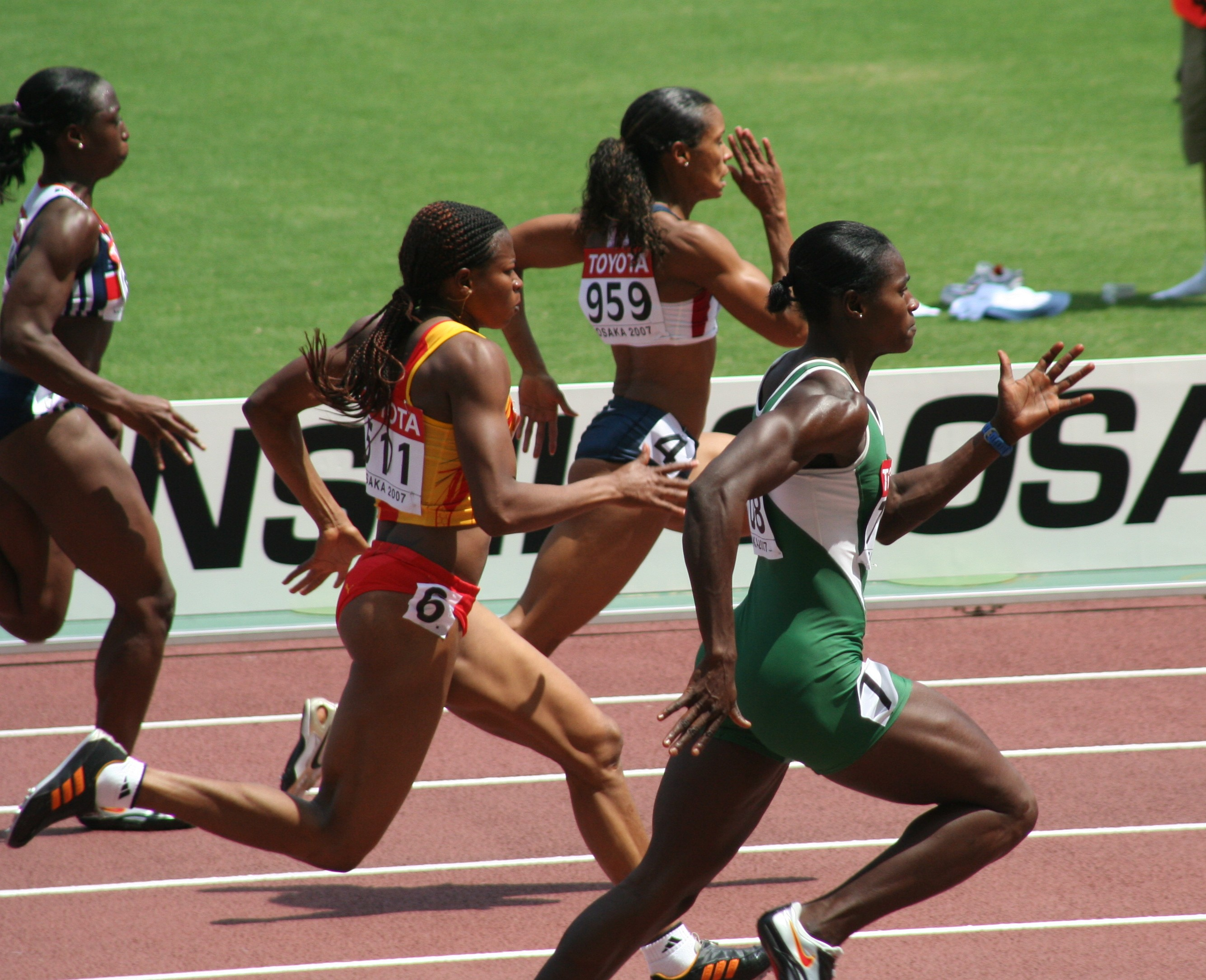
Der achte Vorlauf (v. l. n. r.): Jeanette Kwakye, Vida Anim, Torri Edwards, Oludamola Osayomi

26. August 2007, 12:29 Uhr
Wind: +0,8 m/s
| Platz | Name                | Nation         | Zeit (s) |
| ----- | ------------------- | -------------- | -------- |
| 1     | Torri Edwards       | USA            | 11,14    |
| 2     | Oludamola Osayomi   | Nigeria        | 11,15    |
| 3     | Vida Anim           | Ghana          | 11,22    |
| 4     | Jeanette Kwakye     | Großbritannien | 11,26    |
| 5     | Sherry Fletcher     | Grenada        | 11,28    |
| 6     | Milena Milaševic    | Montenegro     | 12,24 NR |
| 7     | Rosa Mystique Jones | Nauru          | 12,69    |
| 8     | Felicia Saburo      | Palau          | 13,40    |
| 9     | Bounkou Camara      | Mauretanien    | 13,93    |

## Viertelfinale
Aus den vier Viertelfinalläufen qualifizierten sich die jeweils ersten vier Athletinnen – hellblau unterlegt – für das Halbfinale.

### Viertelfinallauf 1

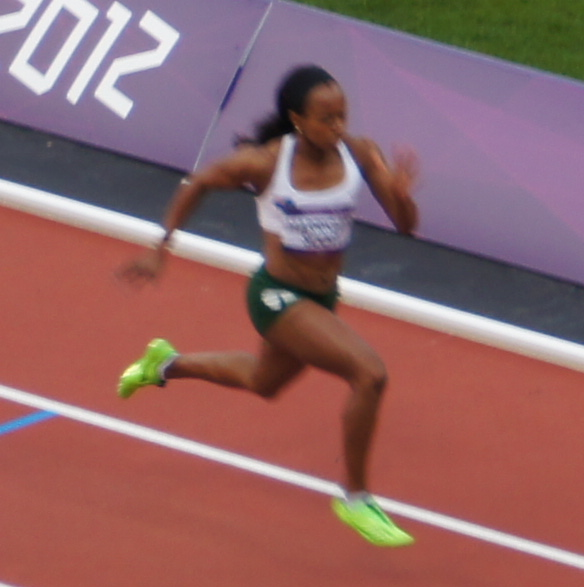
Tahesia Harrigan wurde Sechste ihres Rennens und scheiterte damit im Viertelfinale
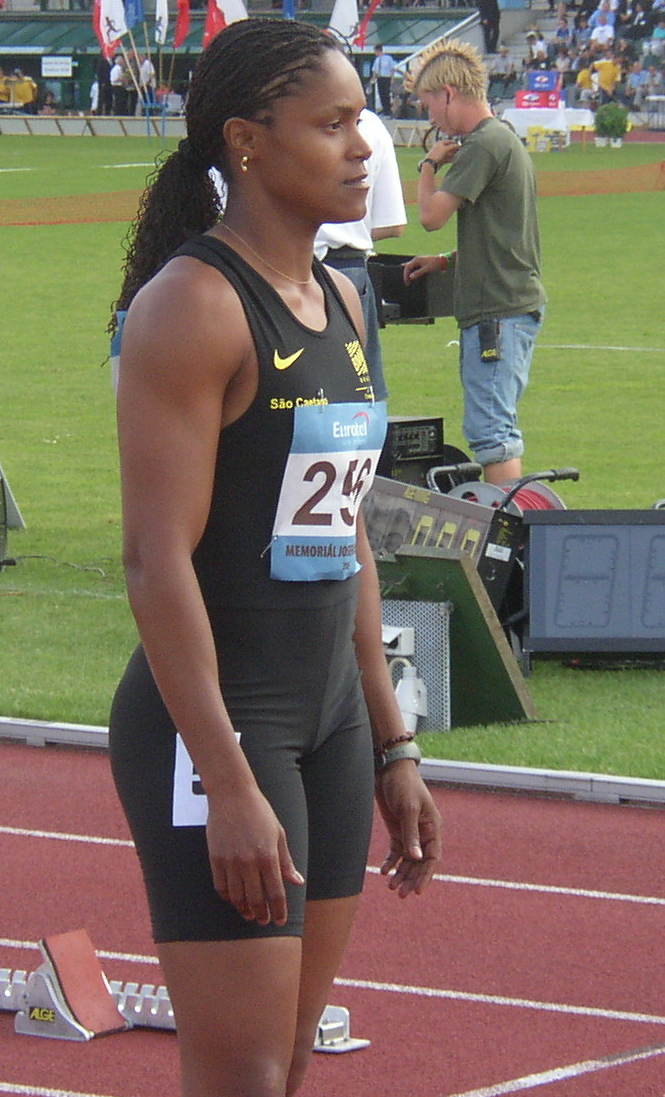
Lucimar Aparecida de Moura – Rang sieben im ersten Viertelfinale und damit nicht in der Vorschlussrunde

26. August 2007, 20:36 Uhr
Wind: −0,2 m/s
| Platz | Name                       | Nation                   | Zeit (s) |
| ----- | -------------------------- | ------------------------ | -------- |
| 1     | Torri Edwards              | USA                      | 11,13    |
| 2     | Kerron Stewart             | Jamaika                  | 11,20    |
| 3     | Oludamola Osayomi          | Nigeria                  | 11,21    |
| 4     | Jewgenija Poljakowa        | Russland                 | 11,24    |
| 5     | Sherry Fletcher            | Grenada                  | 11,32    |
| 6     | Tahesia Harrigan           | Britische Jungferninseln | 11,33    |
| 7     | Lucimar Aparecida de Moura | Brasilien                | 11,61    |
| DNS   | Constance Mkenku           | Südafrika                |          |

### Viertelfinallauf 2

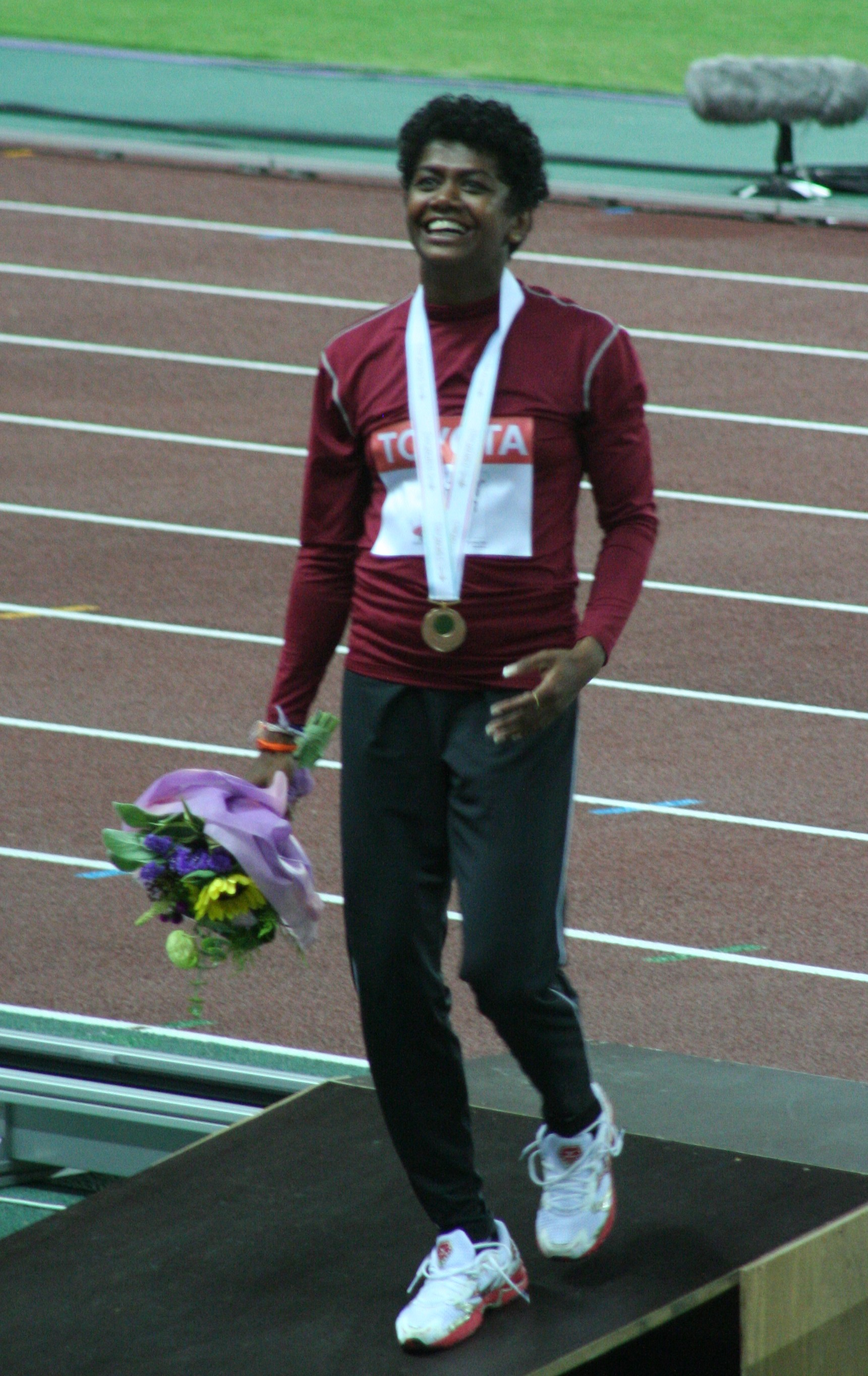
Susanthika Jayasinghe, über 200 Meter hier mit Bronze belohnt, wurde wegen Fehlstarts disqualifiziert
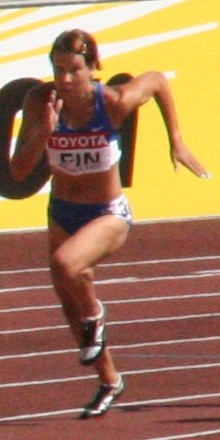
Johanna Manninen – nach Fehlstart disqualifiziert und damit ausgeschieden

26. August 2007, 20:43 Uhr
Wind: −0,2 m/s
| Platz | Name                  | Nation         | Zeit (s)                  |
| ----- | --------------------- | -------------- | ------------------------- |
| 1     | Veronica Campbell     | Jamaika        | 11,08                     |
| 2     | Kim Gevaert           | Belgien        | 11,15                     |
| 3     | Carmelita Jeter       | USA            | 11,17                     |
| 4     | Laura Turner          | Großbritannien | 11,32                     |
| 5     | Irina Chabarowa       | Russland       | 11,38                     |
| 6     | Amandine Allou Affoué | Elfenbeinküste | 11,57                     |
| DSQ   | Susanthika Jayasinghe | Sri Lanka      | IAAF Rule 162.8 Fehlstart |
| DSQ   | Johanna Manninen      | Finnland       | IAAF Rule 162.8 Fehlstart |

### Viertelfinallauf 3

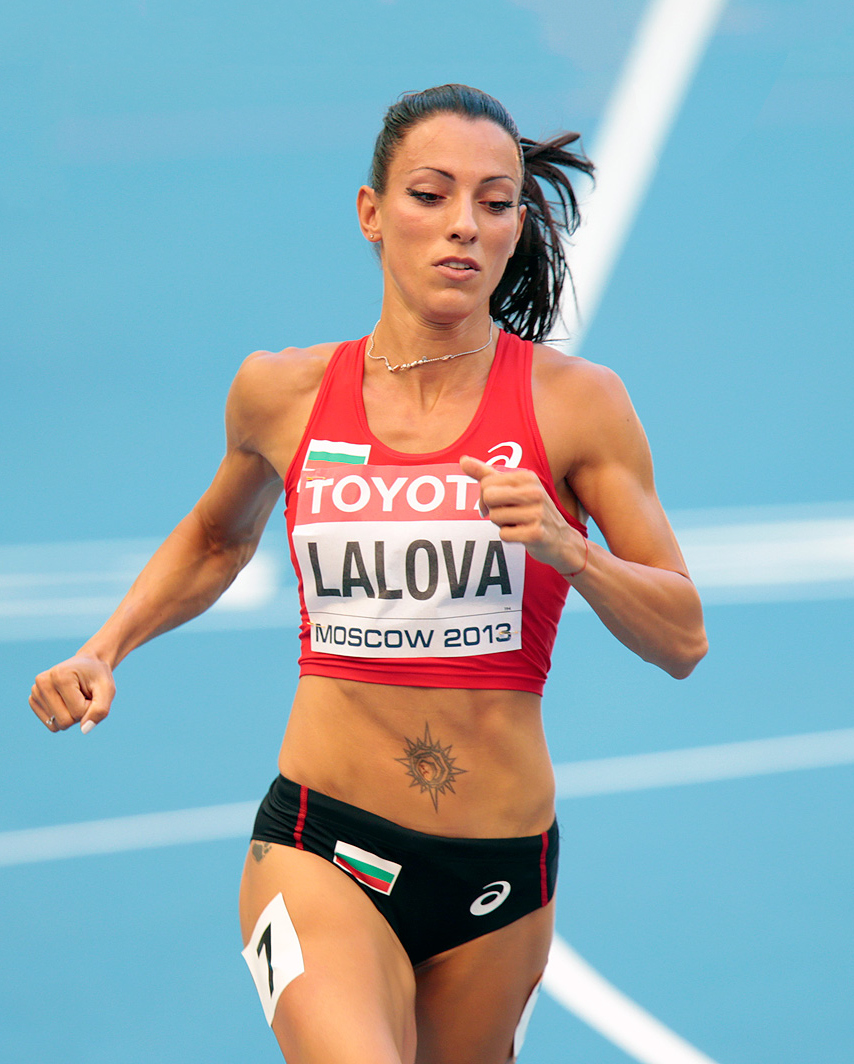
Um vier Hundertstelsekunden verfehlte Iwet Lalowa in ihrem Lauf den für die Semifinalteilnahme notwendigen vierten Platz
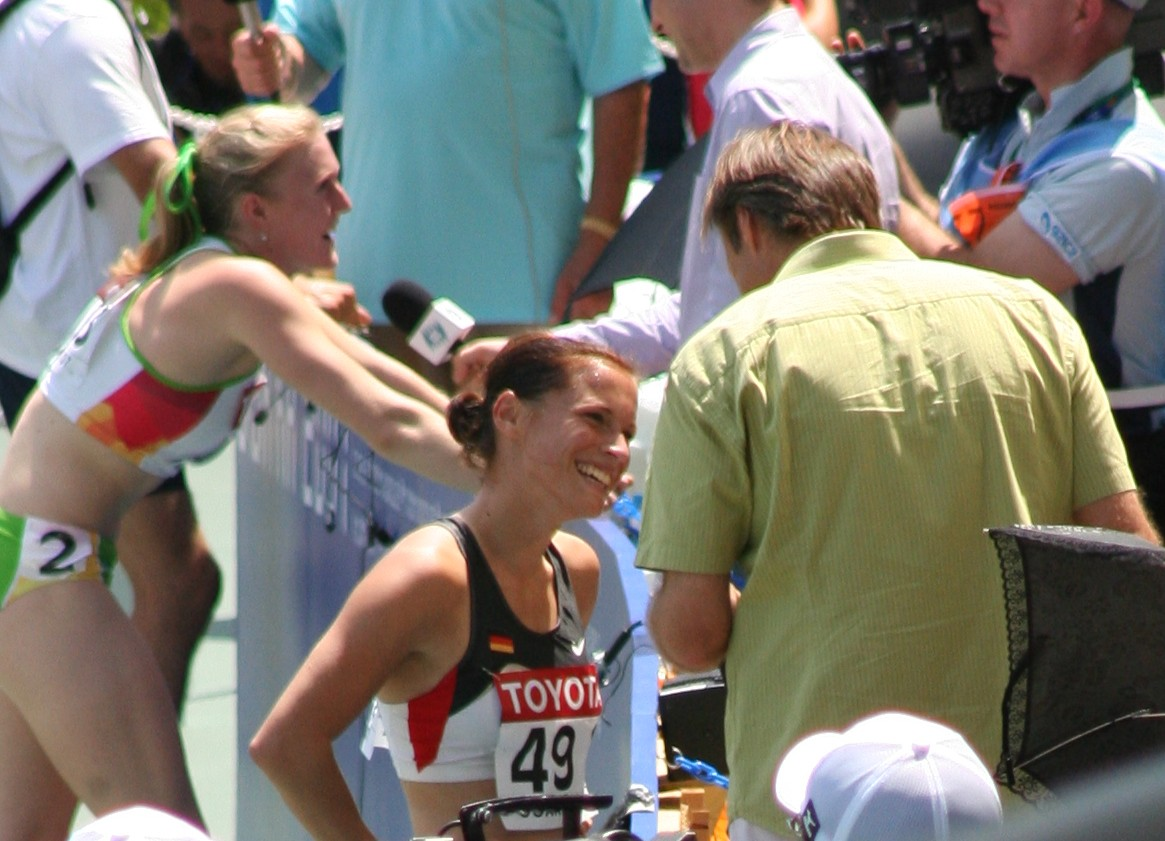
Verena Sailer (Nr. 49) scheiterte als Siebte ihres Rennens im Viertelfinale
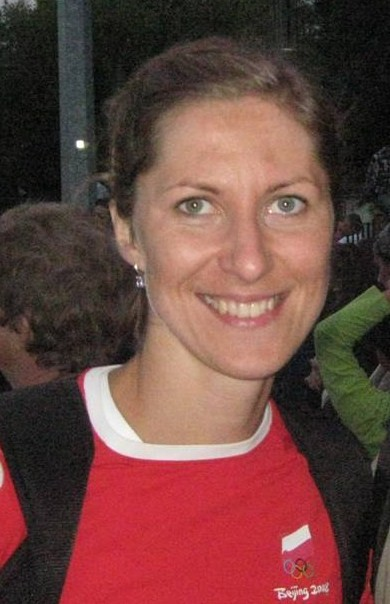
Daria Korczyńska – Platz acht im dritten Viertelfinale und damit aus dem Rennen

26. August 2007, 20:51 Uhr
Wind: −0,3 m/s
| Platz | Name             | Nation         | Zeit (s) |
| ----- | ---------------- | -------------- | -------- |
| 1     | Christine Arron  | Frankreich     | 11,17    |
| 2     | Sheri-Ann Brooks | Jamaika        | 11,23    |
| 3     | Mechelle Lewis   | USA            | 11,25    |
| 4     | Debbie McKenzie  | Bahamas        | 11,29    |
| 5     | Iwet Lalowa      | Bulgarien      | 11,33    |
| 6     | Montell Douglas  | Großbritannien | 11,43    |
| 7     | Verena Sailer    | Deutschland    | 11,43    |
| 8     | Daria Korczyńska | Polen          | 11,44    |

### Viertelfinallauf 4

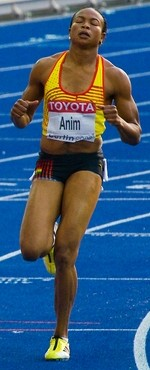
Vida Anim – als Fünfte ihres Rennens im Viertelfinale ausgeschieden
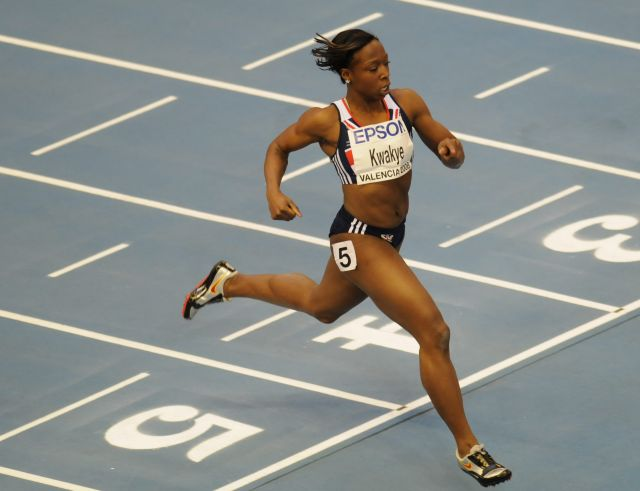
Für Jeanette Kwakye war der Wettkampf nach Reng sechs im vierten Viertelfinale beendet

26. August 2007, 20:59 Uhr
Wind: +0,6 m/s
| Platz | Name                  | Nation              | Zeit (s) |
| ----- | --------------------- | ------------------- | -------- |
| 1     | Chandra Sturrup       | Bahamas             | 11,15    |
| 2     | Lauryn Williams       | USA                 | 11,16    |
| 3     | Tesdschan Naimowa     | Bulgarien           | 11,21    |
| 4     | Sally McLellan        | Australien          | 11,31    |
| 5     | Vida Anim             | Ghana               | 11,36    |
| 6     | Jeanette Kwakye       | Großbritannien      | 11,40    |
| 7     | Jekaterina Grigorjewa | Russland            | 11,49    |
| 8     | Sasha Springer        | Trinidad und Tobago | 11,56    |

## Halbfinale
Aus den beiden Halbfinalläufen qualifizierten sich die jeweils ersten vier Athletinnen – hellblau unterlegt – für das Finale.

### Halbfinallauf 1

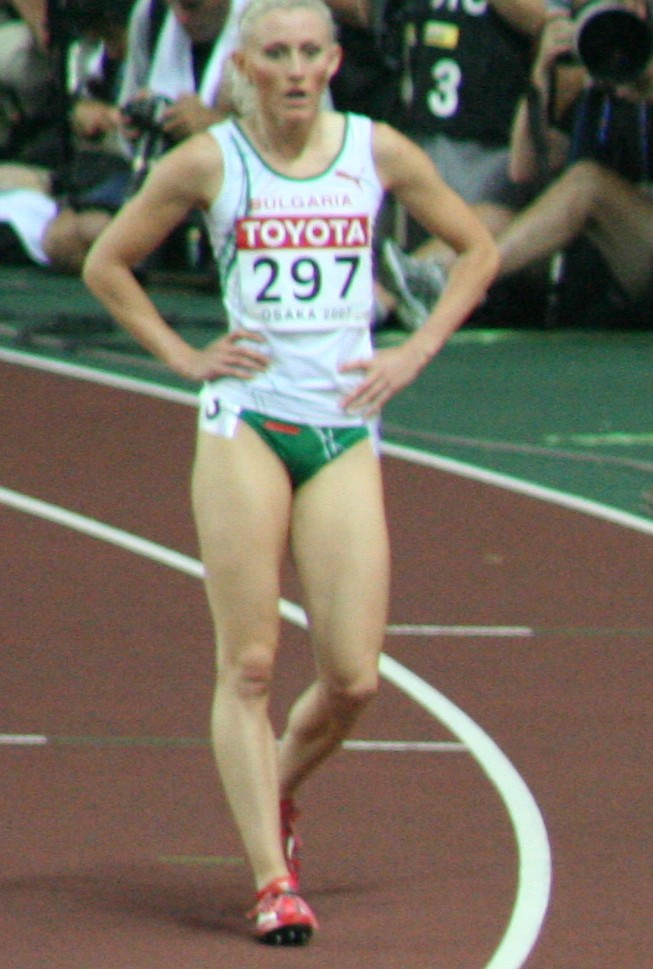
Nur um Tausendstelsekunden verpasste Tesdschan Naimowa den Endlauf
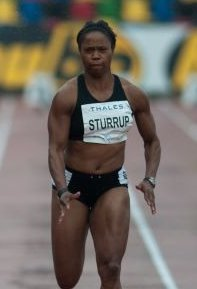
Chandra Sturrup, 2003 Vizeweltmeisterin, scheiterte im Halbfinale
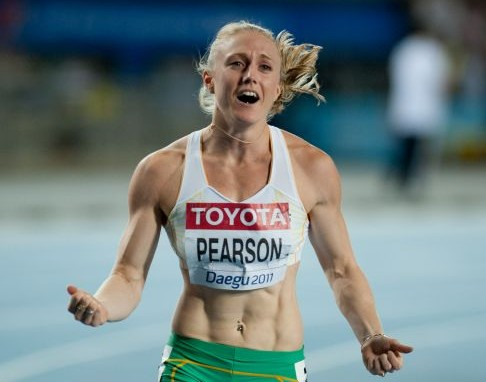
Die Hürdenspezialistin Sally McLellan schaffte es bis ins Halbfinale und schied dann aus

27. August 2007, 20:00 Uhr
Wind: −0,3 m/s
| Platz | Name              | Nation         | Zeit (s) |
| ----- | ----------------- | -------------- | -------- |
| 1     | Torri Edwards     | USA            | 11,02    |
| 2     | Lauryn Williams   | USA            | 11,09    |
| 3     | Kerron Stewart    | Jamaika        | 11,12    |
| 4     | Oludamola Osayomi | Nigeria        | 11,18    |
| 5     | Tesdschan Naimowa | Bulgarien      | 11,18    |
| 6     | Chandra Sturrup   | Bahamas        | 11,22    |
| 7     | Laura Turner      | Großbritannien | 11,32    |
| 8     | Sally McLellan    | Australien     | 11,32    |

### Halbfinallauf 2

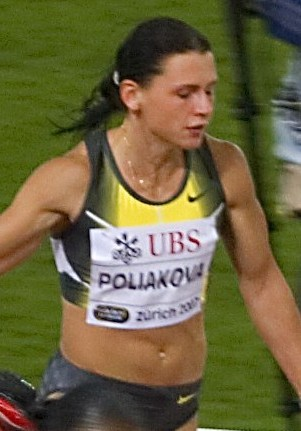
Jewgenija Poljakowa – als Sechste des zweiten Halbfinales nicht im Endlauf
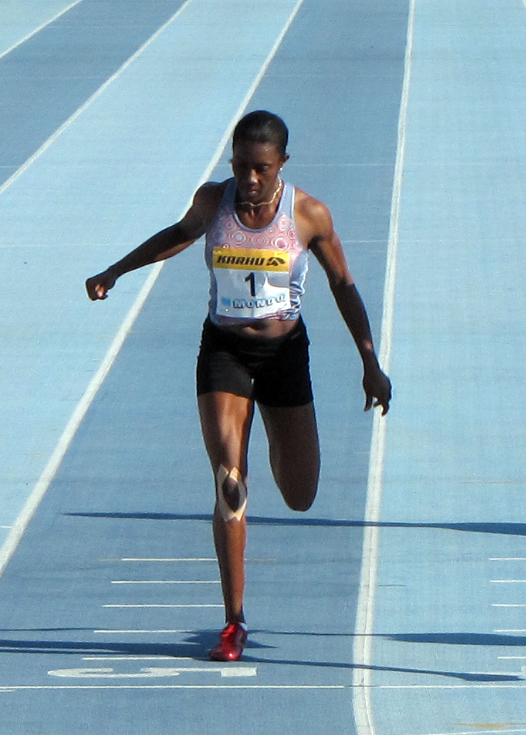
Sheri-Ann Brooks schaffte es als Siebte ihres Semifinales nicht ins Finale
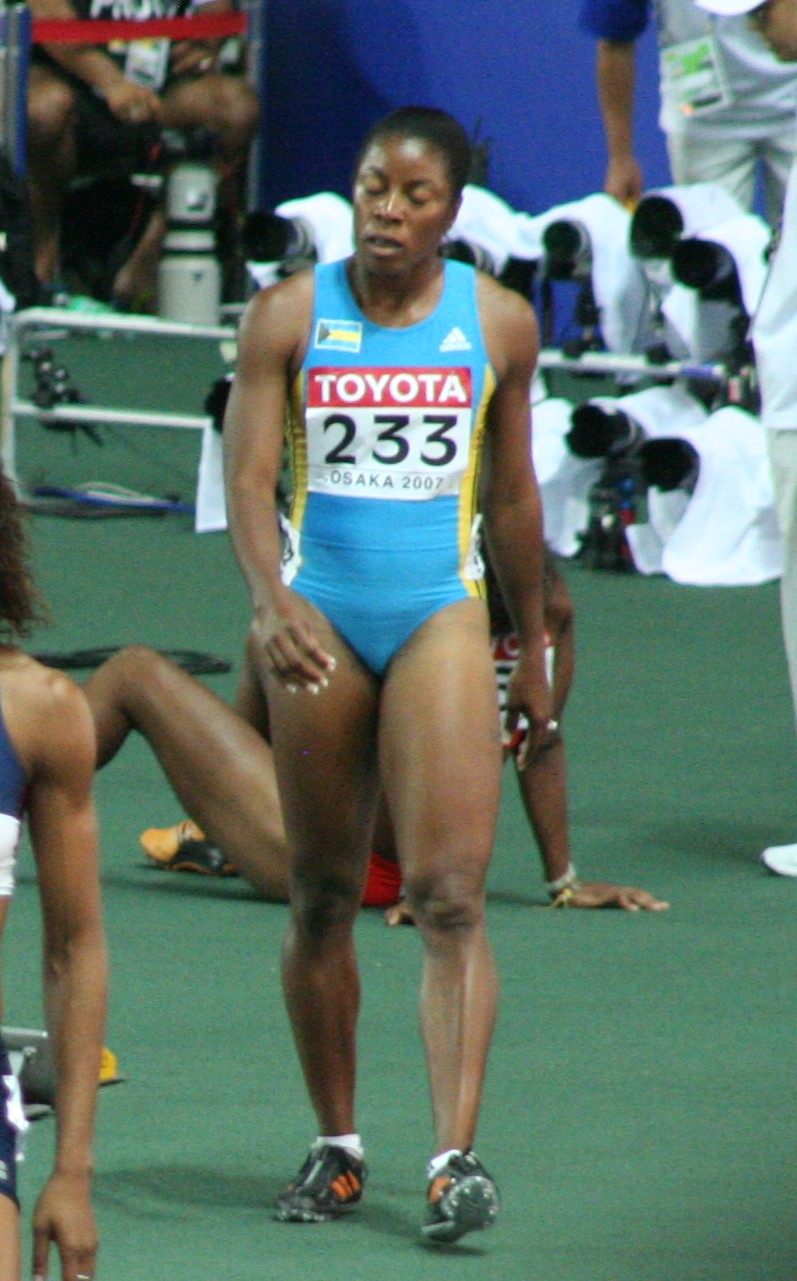
Die 200-Meter-Weltmeisterin von 2001 Debbie McKenzie war in ihrem Halbfinale chancenlos

27. August 2007, 20:08 Uhr
Wind: −0,1 m/s
| Platz | Name                | Nation     | Zeit (s) |
| ----- | ------------------- | ---------- | -------- |
| 1     | Veronica Campbell   | Jamaika    | 10,99    |
| 2     | Christine Arron     | Frankreich | 11,04    |
| 3     | Kim Gevaert         | Belgien    | 11,06    |
| 4     | Carmelita Jeter     | USA        | 11,08    |
| 5     | Mechelle Lewis      | USA        | 11,16    |
| 6     | Jewgenija Poljakowa | Russland   | 11,16    |
| 7     | Sheri-Ann Brooks    | Jamaika    | 11,21    |
| 8     | Debbie McKenzie     | Bahamas    | 11,25    |

## Finale
27. August 2007, 22:20 Uhr
Wind: −0,2 m/s

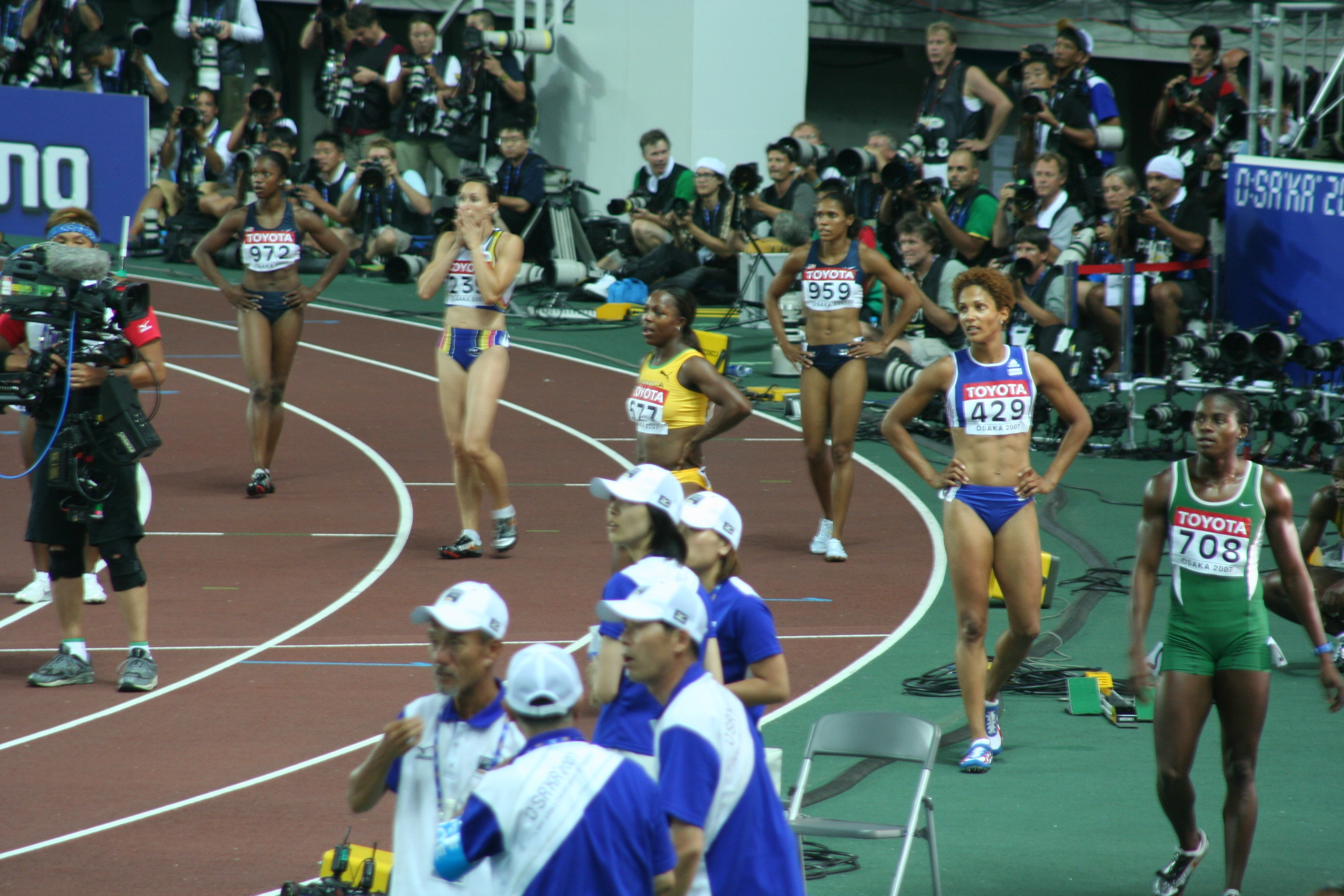
Nach einem denkbar knappen Rennen gingen die gespannten Blicke der Läuferinnen auf die Anzeigetafel

Der Zieleinlauf war denkbar knapp: Gleich drei Läuferinnen lagen nahezu gleichauf. Nach dem Rennen dauerte es mehrere Minuten, bis die genaue Platzierung der Läuferinnen feststand. Zunächst wurde Lauryn Williams, dann Torri Edwards und schließlich nach detaillierter Auswertung des Zielfotos Veronica Campbell zur Siegerin erklärt. Zwischen Rang eins und zwei lagen ganze zwei Tausendstelsekunden, zwischen dem ersten und dritten lag eine Hundertstelsekunde. Für Veronica Campbell war es der erste Weltmeistertitel nach zwei olympischen Goldmedaillen im Jahr Athen 2004 über 200 Meter sowie als Mitglied der jamaikanischen 4-mal-100-Meter-Staffel.
Die viertplatzierte Torri Edwards lief zeitgleich mit Kim Gevaert auf Rang fünf ins Ziel. Beide hatten nur drei Hundertstelsekunden Rückstand auf Bronze.
| Platz | Name              | Nation     | Zeit (s) | Zeit in 1000stel s |
| ----- | ----------------- | ---------- | -------- | ------------------ |
| 1     | Veronica Campbell | Jamaika    | 11,01    | 11,006             |
| 2     | Lauryn Williams   | USA        | 11,01    | 11,008             |
| 3     | Carmelita Jeter   | USA        | 11,02    |                    |
| 4     | Torri Edwards     | USA        | 11,05    |                    |
| 5     | Kim Gevaert       | Belgien    | 11,05    |                    |
| 6     | Kerron Stewart    | Jamaika    | 11,08    |                    |
| 7     | Christine Arron   | Frankreich | 11,12    |                    |
| 8     | Oludamola Osayomi | Nigeria    | 11,26    |                    |

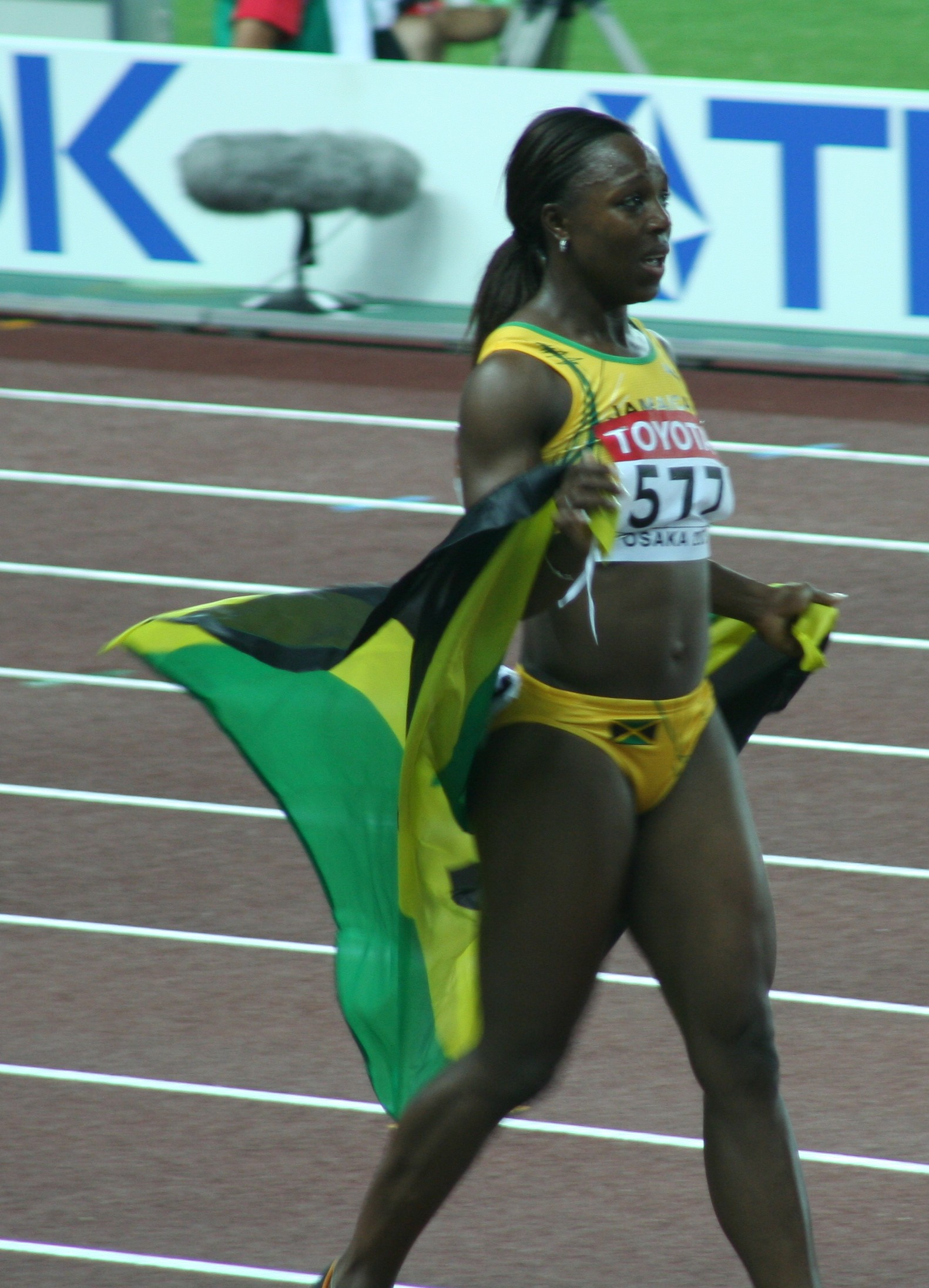
Weltmeisterin mit zwei Tausendstelsekunden Vorsprung: Veronica Campbell, zuvor unter anderem aktuelle Olympiasiegerin über 200 Meter und hier mit ihrer  Sprintstaffel und über 200 Meter noch zweimal mit Silber dekoriert
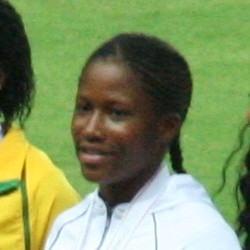
Die Titelverteidigerin und Olympiazweite von 2004 Lauryn Williams wurde Vizeweltmeisterin und gewann fünf Tage später Gold mit ihrer 4-mal-100-Meter-Staffel
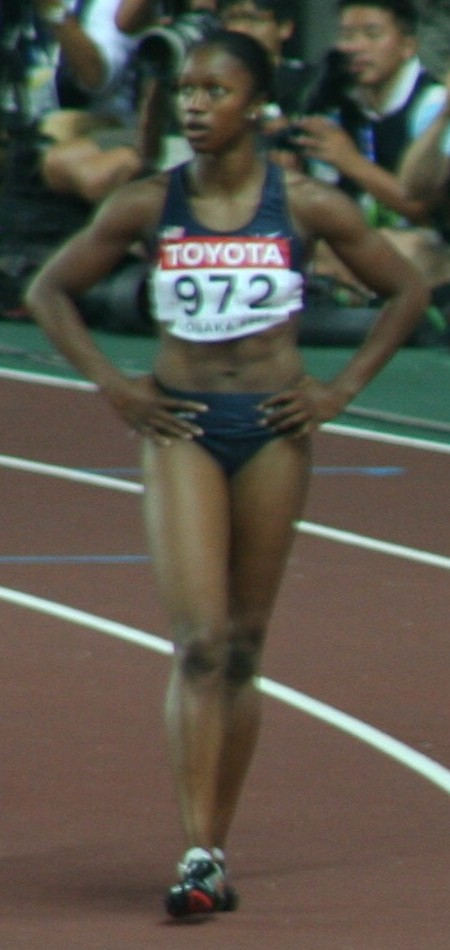
Bronzemedaillengewinnerin Carmelita Jeter
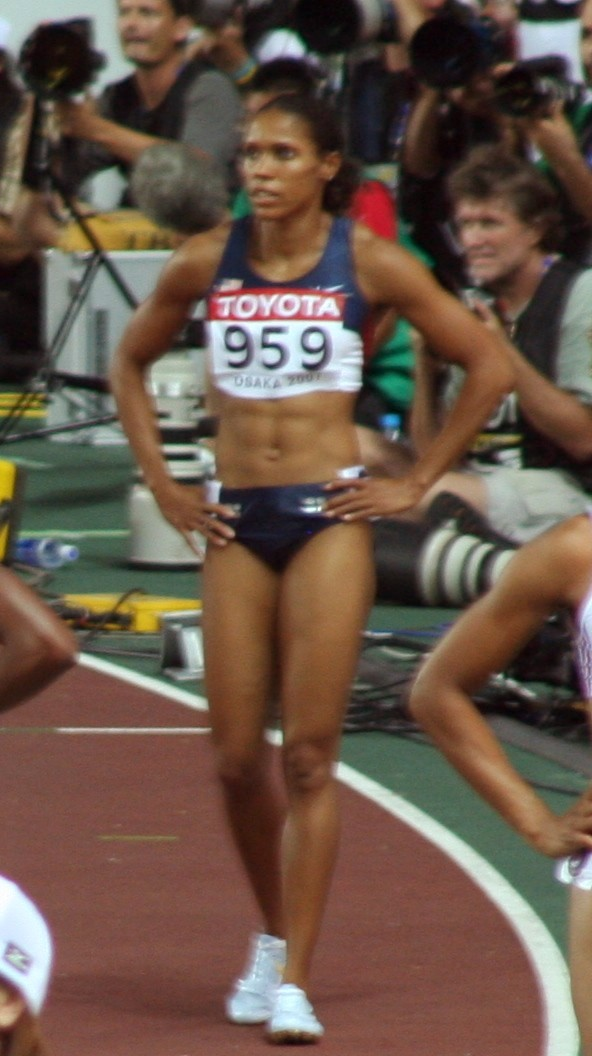
Torri Edwards hatte als Vierte nur vier Hundertstelsekunden Rückstand auf Gold, zu Bronze fehlten drei Hundertstelsekunden
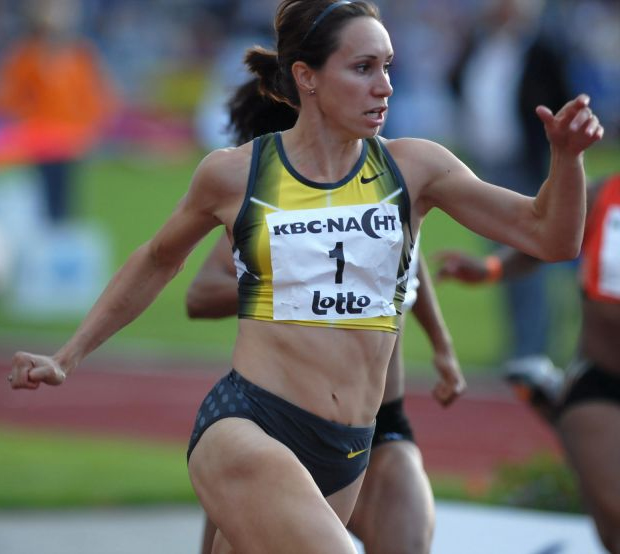
Die fünftplatzierte Kim Gevaert kam zeitgleich mit Torri Edwards ins Ziel
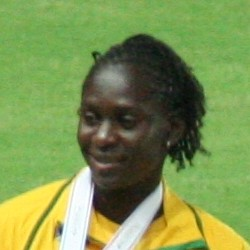
Kerron Stewart auf Rang sechs fehlten sechs Hundertstelsekunden auf Bronze
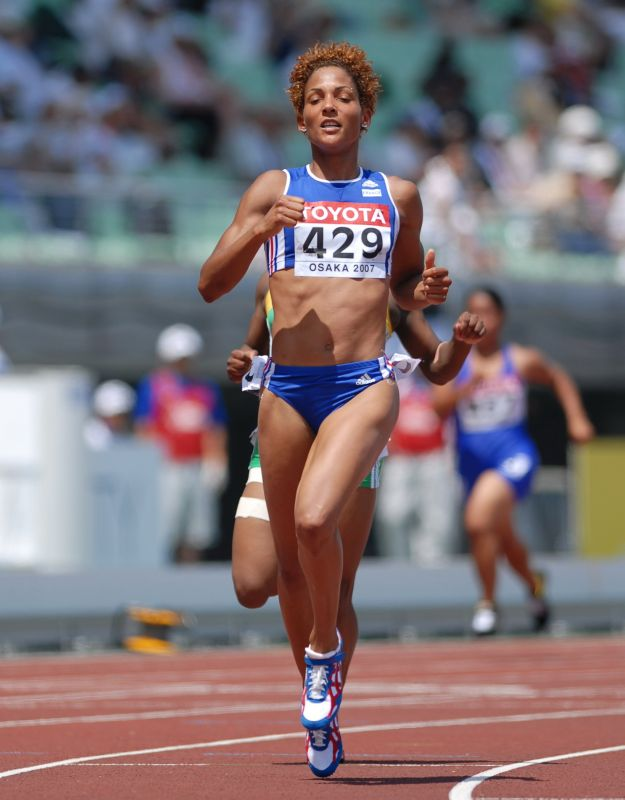
Christine Arron – Platz sieben mit einer Zehntelsekunde Rückstand auf eine Medaille
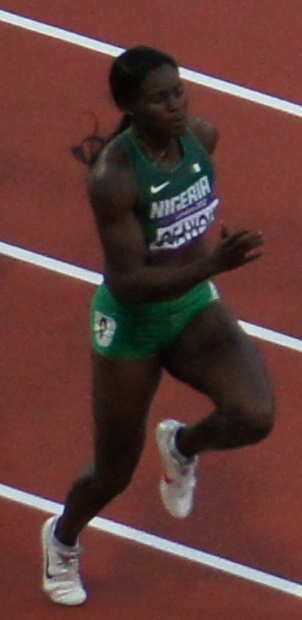
Rang acht für Oludamola Osayomi

## Videolinks
- Campbell edges Williams in photo finish, youtube.com, abgerufen am 31. Oktober 2020
- 100m Semifinal 1 - Womens - 2007 World Athletics Championships, youtube.com, abgerufen am 31. Oktober 2020